# Jolanta Pytel
Jolanta Pytel (* 29. August 1952 in Zielona Góra) ist eine polnische Lyrikerin, Autorin und Förderin des literarischen Lebens in Zielona Góra.

## Leben
Sie studierte polnische Philologie und Geschichte an der Pädagogischen Hochschule in Zielona Góra, arbeitete als Lehrerin, Bibliothekarin und Journalistin. 1970 debütierte sie mit Gedichten in „Nadodrze“. Ihre Texte wurden in vielen Literaturzeitschriften publiziert, unter anderem in „Pro Libris“, „Pegaz lubuski“. Sie ist Gründerin und Vorsitzende des Stowarzyszenie Jeszcze Żywych Poetów („Verein der noch lebenden Poeten“) und der Uniwersytet Poezji und war Teilnehmerin beim deutsch-polnischen Poetendampfer und des deutsch-polnischen Lyrikfestivals  „wortlust“ in Lublin (1997) veröffentlicht.
Ihre Texte wurden ins Englische übertragen. In deutscher Übersetzung von Dieter Kalka wurden sie im Muschelhaufen (2001) und im Ostragehege Nr. 9 sowie auf Portalpolen publiziert.

## Schaffen
- Opowieść o Gabrielu (1976).
- Tyle światła wokół (1978).
- Destiny (1994).
- Oko śmierci (1994).
- Przebudzenie/Awakenings (1995).
- 40 i cztery (1996).
- Czarny aptekarz (1999).
- Requiem dla Helenki (1999).
- Włócznia słońca (2003).
- Wejście w niebo (2006).
- Zegar/The Clock (2010).
- Nad urwiskiem (2011).
- Żywe oczy wiersza / Augen des Gedichts, Lyrikanthologie, polnisch-deutsch,  Hg. Jolanta Pytel und Czesŀaw Sobkowiak, Organon, Zielona Góra 2001, ISBN 83-87294-25-X

## Preise
- Nagrody Lubuski Wawrzyn Literacki, 2003

## Referenzen
- „Odra poetów“, Gazeta Zachodnia, Sept. 1998
- „Rejs do Szczecina“, Kurier Szczecinski, 17. September 1998
- „Rejs ku źródłom“, Gazeta Lubuska, 27. September 1996 (Izabela Filipiak, Jolanta Pytel, Ewa Sonnenberg, Ingo Schramm)
- „Jak korek na fali ...“, Marta Fox in Śląsk, 1996, Nr 11/13
- „Błędni rycerze“, Bronisław Słomka, 2./3. November 1996, Gazeta Lubuska
- „Statkiem Literackim“, Katarzyna Jarosz-Rabiej, Gazeta Lubuska/Komunikaty Nr.6, 1996, (s. 15) Zielona Góra, ISSN 1426-319X
- „Buchhalter pisze wiersze“, Danuta Piekarska, Gazeta Lubuska, 27./28. Juni 1998 (Universitet Poezjii, Olga Tokarczuk)